# سليمان دهيليس
سليمان دهيليس المعروف باسم سي الصادق (1920-2011) قائد عسكري في صفوف الثورة الجزائرية رقي إلى عقيد وتولى منصب قيادة الولاية الرابعة

## النشأة
ولد سليمان دهيليس في 14 نوفمبر 1920 بواضية حيث سفوح جبال جرجرة بمنطقة القبائل، توفي أبوه دهيليس رمضان وعمره سن الخمس سنوات، عندما بلغ 18 سنة اضطر العمل في مزارع المعمرين في تيزي وزو ثم الرويبة لإعالة أمه وأخته وأخوه.

## المشاركة في الحرب العالمية الثانية
التحق بالجيش الفرنسي عام 1942 عن عمر يناهز 21 عامًا، وفي أكتوبر 1943، جُند ضمن قوات الحلفاء، وقال أنه حارب النازيين بالقرب من نابولي، إيطاليا (معركة مونتي كاسينو). في أغسطس 1944، دخل سليمان دهيليس وكتيبته فرنسا بعد أن خسر الكثير من الرجال بمواجهتخم لمقاومة شرسة، ووصلوا إلى ستراسبورغ في 24 ديسمبر 1944. في مايو 1945 انه تم تعبئة Obstad، ألمانيا.

## نضاله ومشاركته في الثورة الجزائرية
وفي عام 1946، انضم سليمان دهيليس إلى حركة انتصار الحريات الديمقراطية ونشط تحت رعاية الاتحاد من فرنسا. اعتقل في 29 يونيو 1948 وحكم عليه بالسجن لمدة عامين بتهمة تعريض أمن الدولة للخطر ومنع من دخول الجزائر لمدة خمس سنوات. وبعد أربع سنوات عاد سرًا عبر الحدود الفرنسية الألمانية إلى الجزائر في 5 نوفمبر 1954 للانضمام إلى جيش التحرير الوطني.
في يونيو 1955، شارك في اجتماع بني دوالة، رفقة العقيد عميروش آيت حمودة وكريم بلقاسم، ومحمدي السعيد ويازوران محمد أمزيان، وعبد الرحمان ميرة. حيث أعادوا تنظيم صفوفهم، وعقب هذا الاجتماع قاموا بهجوم كبير ضد الجيش الفرنسي، حيث أنهم غنموا 1200 قطعة من الأسلحة، و 627000000 نقدا و12 مليون طلقة من الذخيرة.
وفي عام 1956، انضم إلى الولاية الرابعة بقيادة أعمر أوعمران، قبل أن يتولى منصب القائد، ليصل إلى رتبة عقيد في عام 1957. وبعد عام، أصبح نائب هواري بومدين مسؤولا عن قيادة العمليات العسكرية الغربية.
وفي عام 1959 تزوج من عزة أرملة عبان رمضان الذي كان من أبرز داعميها.

## بعد الاستقلال
عند الاستقلال في عام 1962، انتخب سليمان دهيليس نائبًا عن تيزي وزو. وجلس في سبتمبر ايلول في الجمعية التأسيسية الأولى التي يكون غالبية أعضاء حازت على رئيس الحكومة، أحمد بن بلة.لكنه سرعان ما انضم إلى جبهة القوى الاشتراكية التي يرأسها حسين آيت أحمد والتي كان أحد أعضائها المؤسسين. وبعد اعتقال الأخير، هرب إلى فرنسا قبل أن يتقاعد أخيرًا من الحياة السياسية عام 1965

## وفاته
توفي سليمان دهيليس يوم السبت 5 نوفمبر 2011 بالجزائر العاصمة عن عمر 91 سنة ودفن في اليوم الموالي بمسقط رأسه واضية، ولاية تيزي وزو